# Heinrich Bukow (Jurist)
Heinrich Bukow, auch Buckow, genannt junior oder der Jüngere (* um 1470; † nach 1537) war ein deutscher Rechtsgelehrter.

## Leben
Heinrich Bukow entstammte einer einflussreichen Greifswalder Ratsfamilie. Der frühere Rektor der Greifswalder Hochschule Heinrich Bukow war sein Onkel. Er studierte um 1490 an der Universität Bologna, später auch in Ferrara. An der Universität Greifswald wurde er von Heinrich Mulert zum Doktor des Kanonischen Rechts promoviert. Später hatte er eine Professur an der juristischen Fakultät der Universität Greifswald und war mehrmals Rektor der Hochschule.
Unter dem Einfluss von Heinrich Bukow und  Wichmann Kruse verhielt sich die Universität ablehnend gegenüber der  Reformation. Noch 1537, drei Jahre nach der Einführung der Reformation in Pommern, vermachte Bukow sein gesamtes Vermögen testamentarisch der katholischen Kirche.